# BAE Guayas (BE-21)
El BAE Guayas es un buque escuela a vela de la Armada del Ecuador, aparejado como bricbarca. Botado en 1976, fue nombrado en forma conjunta en honor al Río Guayas y al vapor Guayas, el primer barco de vapor que se construyó en América del Sur en 1841 y que se muestra en el escudo de armas del Ecuador. La base del barco es la ciudad de Guayaquil.
Es considerado un embajador del Ecuador, el Guayas ha participado en varias regatas de veleros alrededor del mundo. La participación más reciente fue en 2022 en Velas Sudamérica 2022 donde se conmemora los 200 años de independencia de América Latina, el Guayas emprendió un viaje por la costa oeste de América del Norte hizo escalas en los puertos de Acapulco, San Diego, Los Ángeles, San Francisco y Seattle. En 2008, el Guayas cruzó el Océano Pacífico para visitar Vladivostok, Japón, Corea, Y China. En el tramo de Osaka-Pusan, a finales de 2008, el Guayas visitó 60 puertos en 25 países y cubre cerca de 340 000 millas náuticas (630 000 kilómetros).
Se clasifica como clase A Tall Ship por la Sail Training Internacional Asociación.
Es uno de los 4 buques escuela construidos en los astilleros españoles de Celaya S.A. en Bilbao, para países americanos siendo la carpintería a cargo de Carpintería Luchana de Erandio en todos estos buques escuela:
- ARC Gloria de Colombia
- ARM Cuauhtémoc de México
- ARBV Simón Bolívar de Venezuela

## Regata Bicentenario
Para conmemorar los 200 años de independencia de América Latina, las armadas de Chile y Argentina organizaron una regata internacional de veleros denominada Velas Latinoamérica.

## Galería

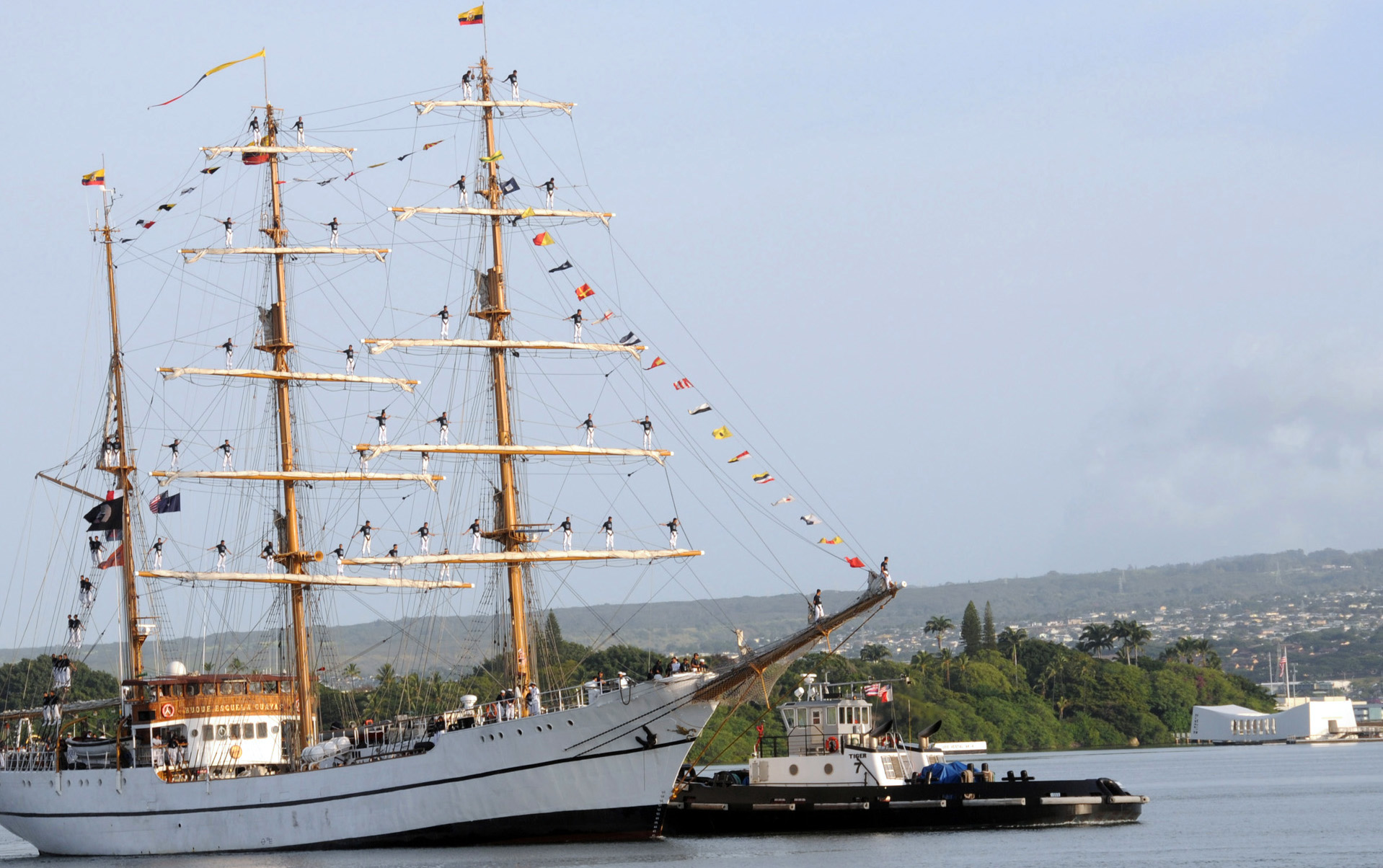
BAE Guayas rindiendo honores a los restos del USS Arizona en Pearl Harbor.
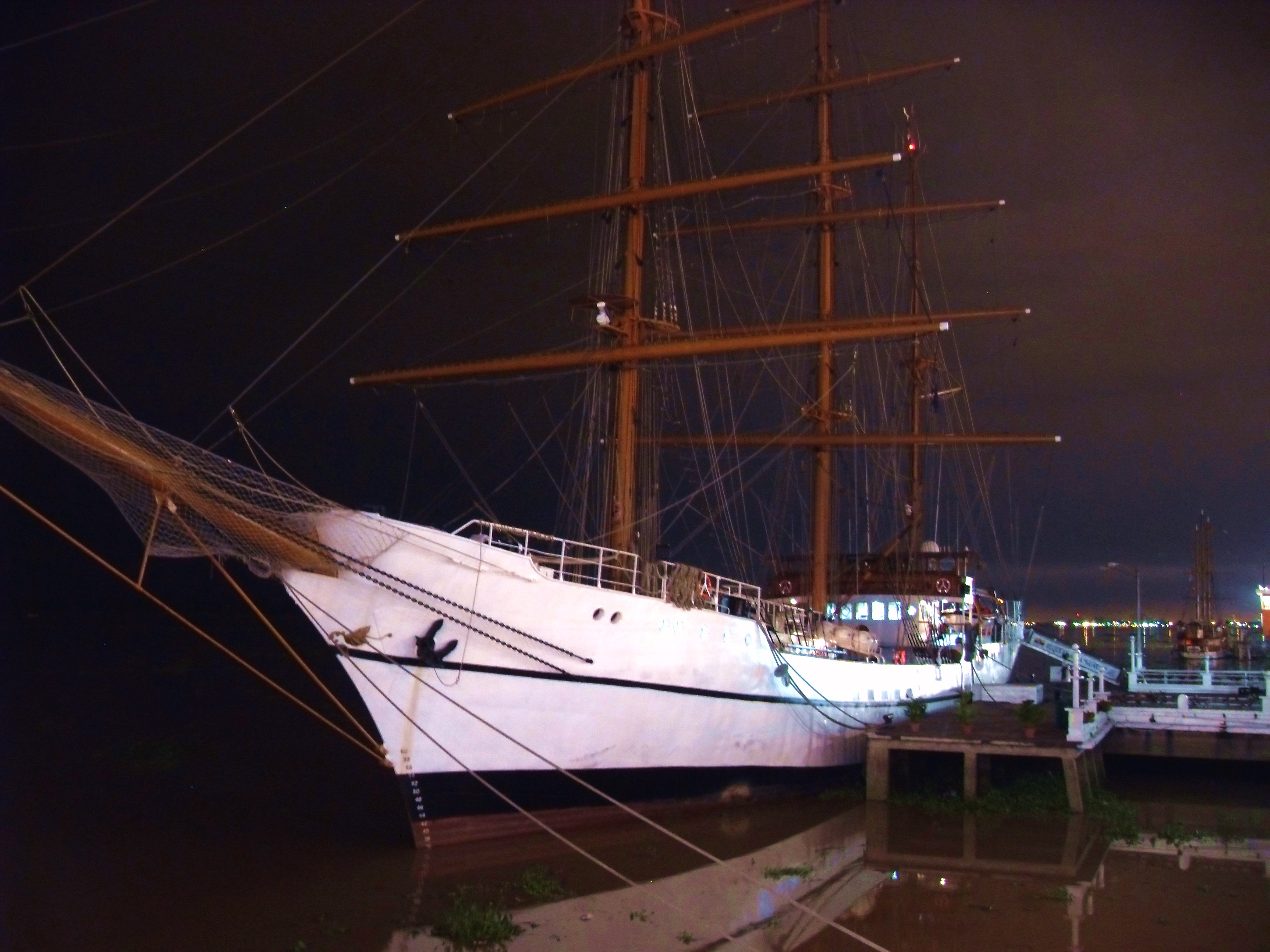
En su base en la ciudad de Guayaquil.
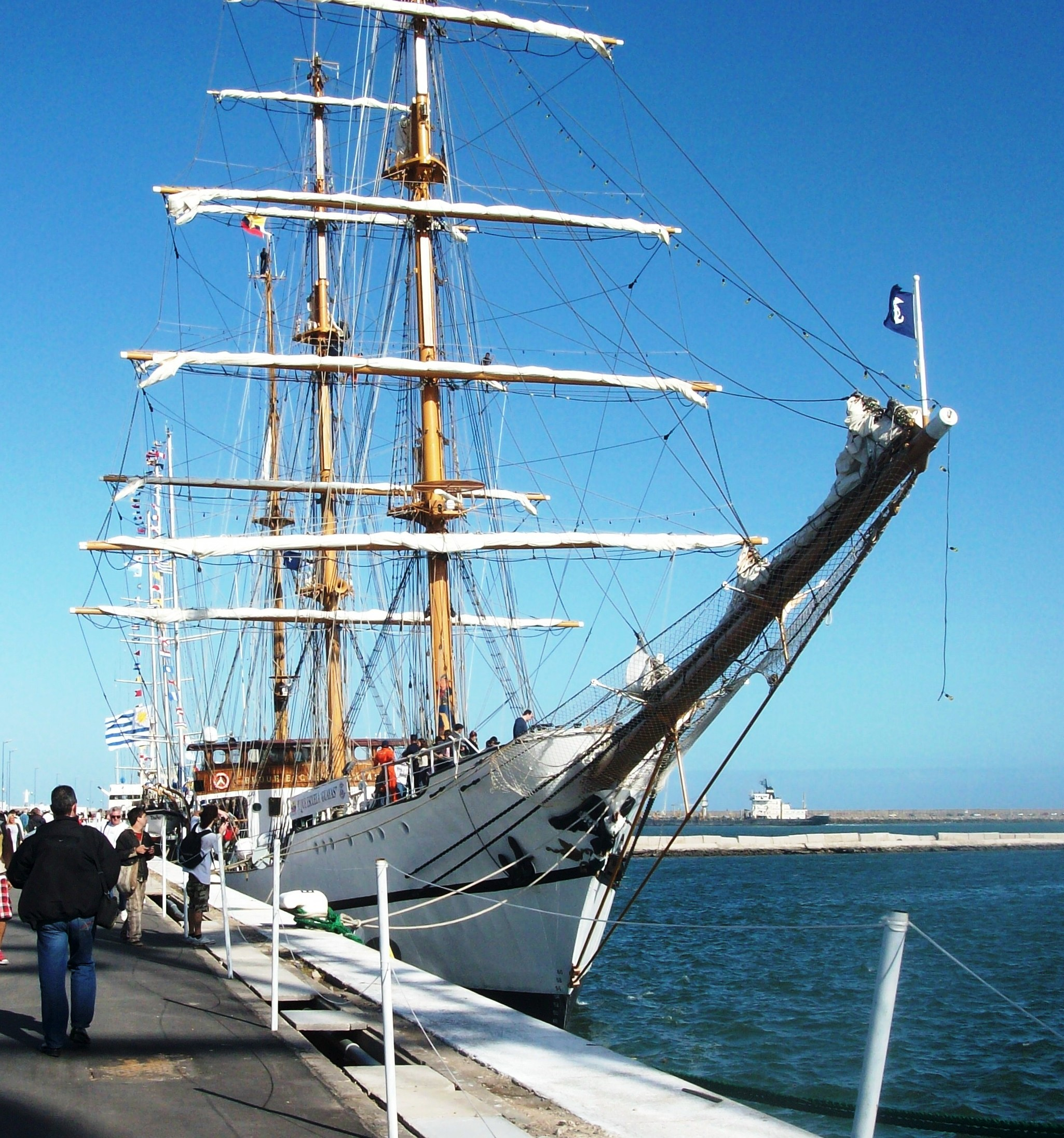
Anclado en mar del Plata, Argentina.
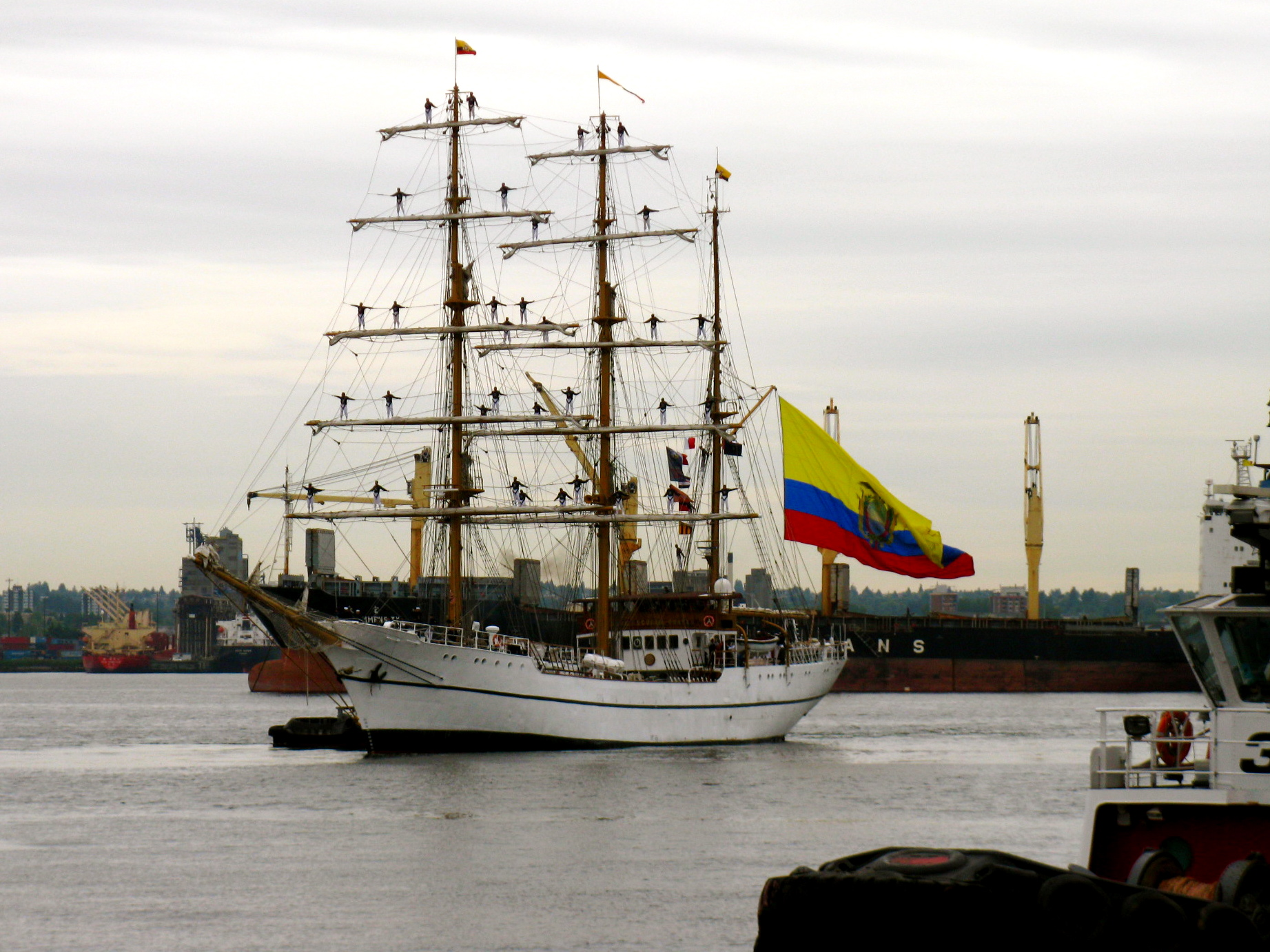
En Suecia.
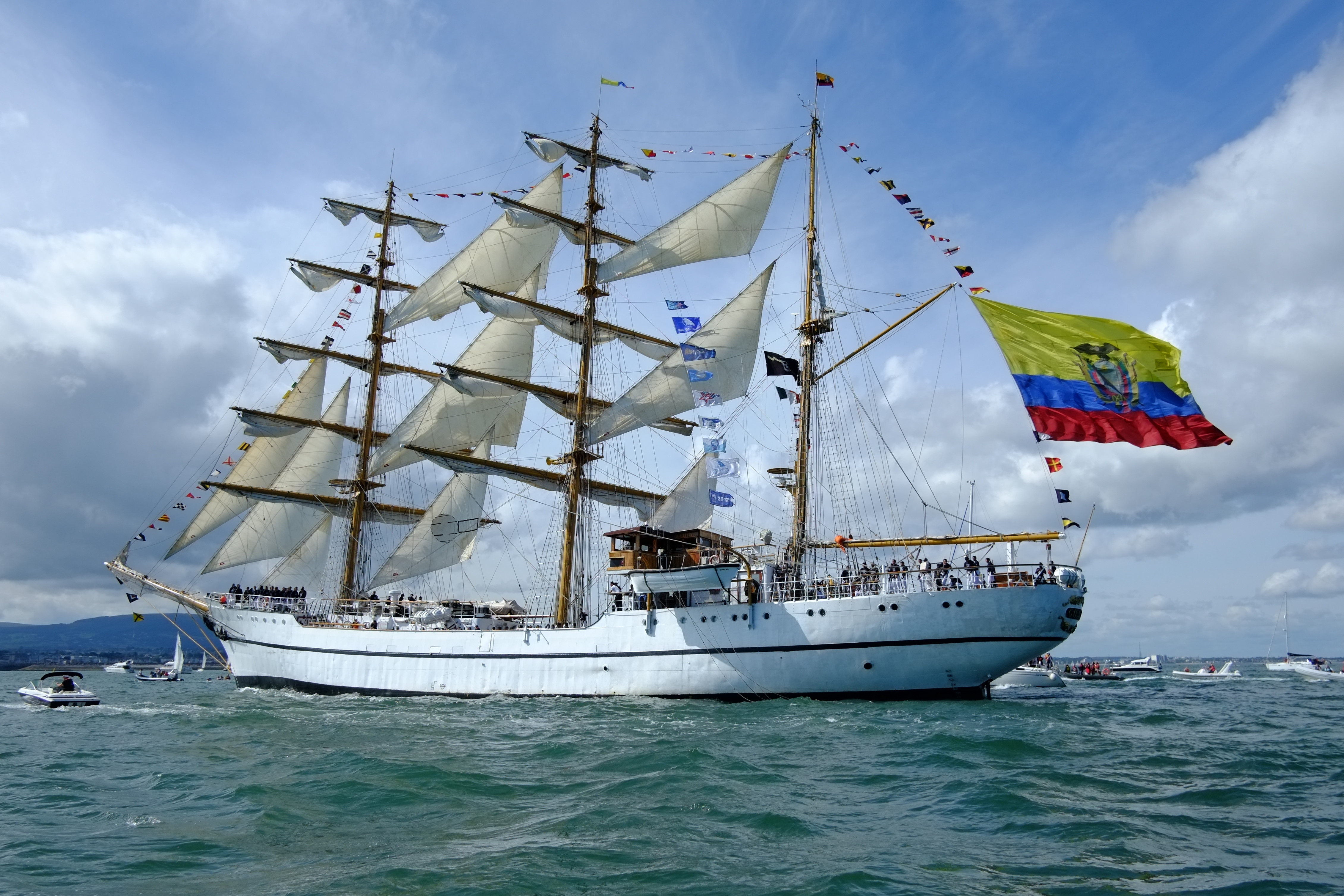
En la bahía de Dublín en 2012.